# Mormântul tracic de la Kazanlăk
Mormântul tracic de la Kazanlăk (în bulgară Казанлъшка гробница, transliterat: Kazanlășka grobnița) este un mormânt tracic de tip stup în apropierea orașului Kazanlăk, în centrul Bulgariei.

## Date generale
Descoperit în anul 1944, mormântul este situat în apropiere de capitala antică tracică Seuthopolis și face parte dintr-o necropolă mare, de origine tracică. Mormântul cuprinde un coridor îngust și o cameră de înmormântare rotundă, care sunt decorate cu picturi murale reprezentând un tânăr cuplu trac la o ceremonie funerară. Picturile murale sunt memorabile pentru caii splendizi și mai ales pentru gestul de adio, în care cuplul și-a apucat reciproc încheieturile mâinilor, într-un moment de tandrețe și egalitate. Picturile sunt capodoperele artistice descoperite pe teritoriul Bulgariei, datând din Perioada Elenistică, cel mai bine conservate. 
Imaginea femeii din picturile murale este reprezentată pe reversul monedei bulgare de 50 stotinki, emisă în anul 2005.
Monumentul datează din secolul al IV-lea î.Hr. și a fost pus pe lista Locurilor din Patrimoniul Mondial UNESCO din 1979. 

## Galerie de imagini

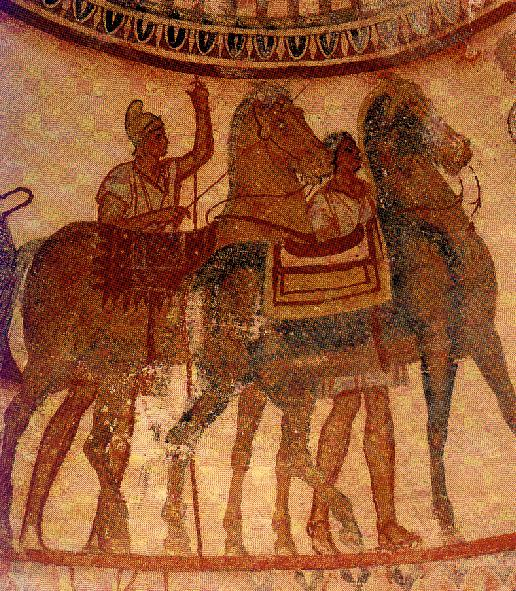
O scenă care prezintă un mire și o mireasă care își iau adio.
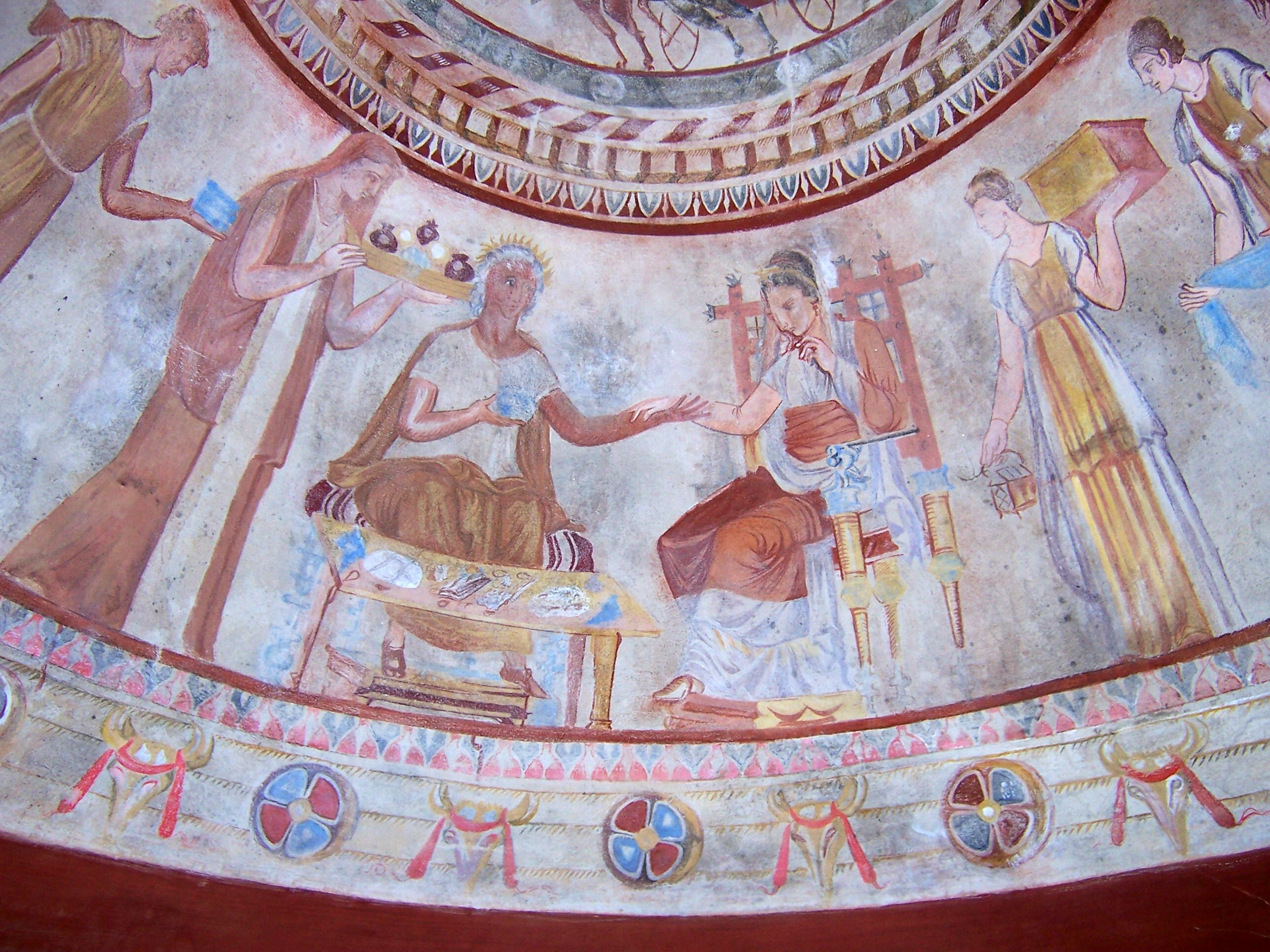
Rege trac şi regina (reproducere din mormânt).
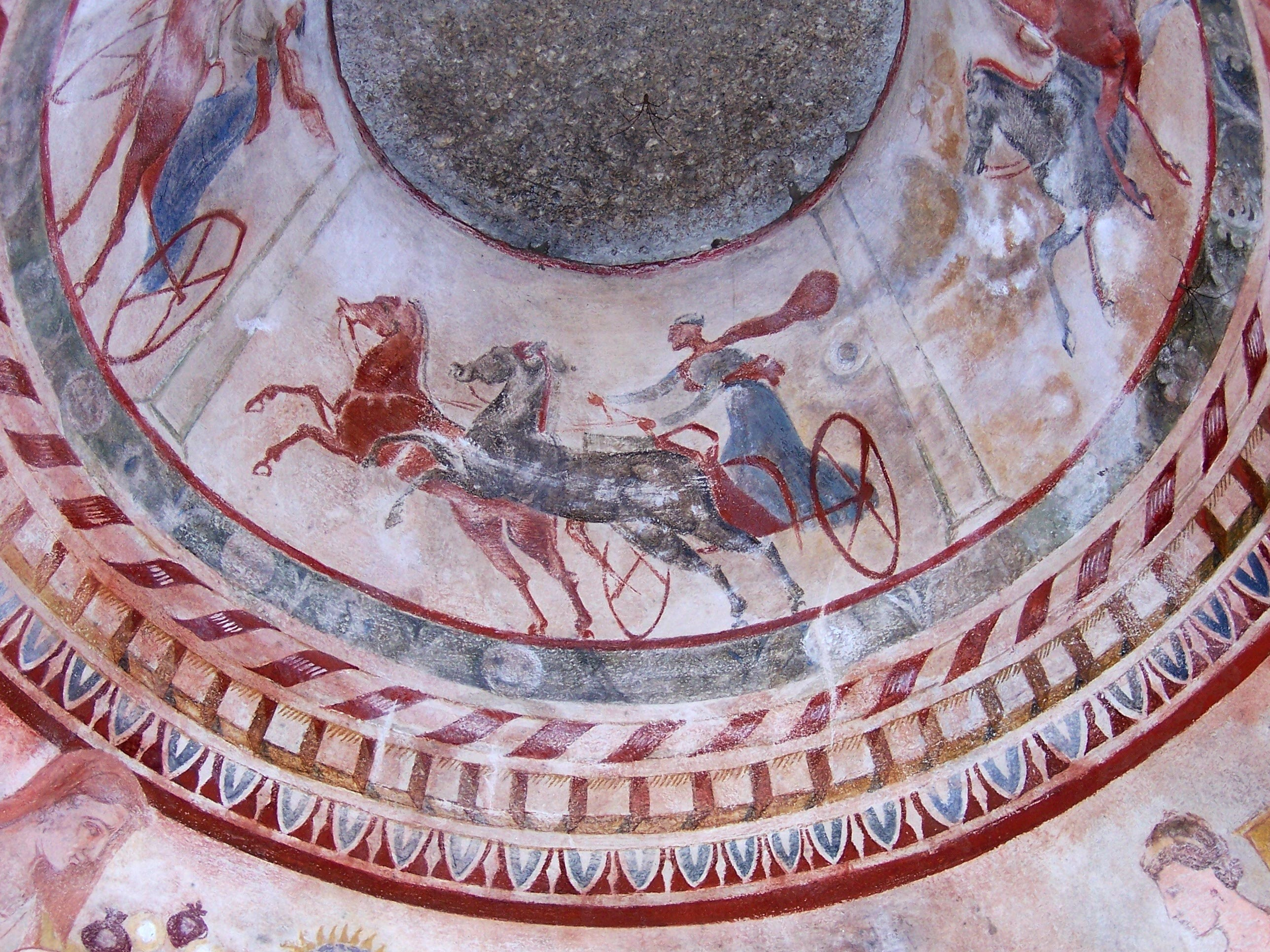
Car de curse (reproducere din mormânt).
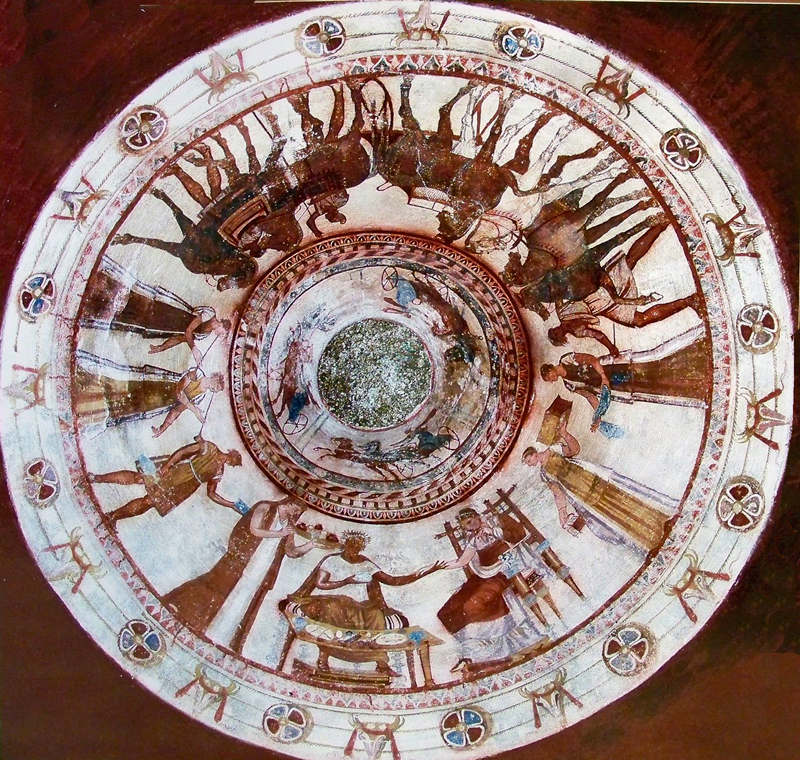
Frescă aflată pe plafonul mormântului tracic de la Kazanlâc
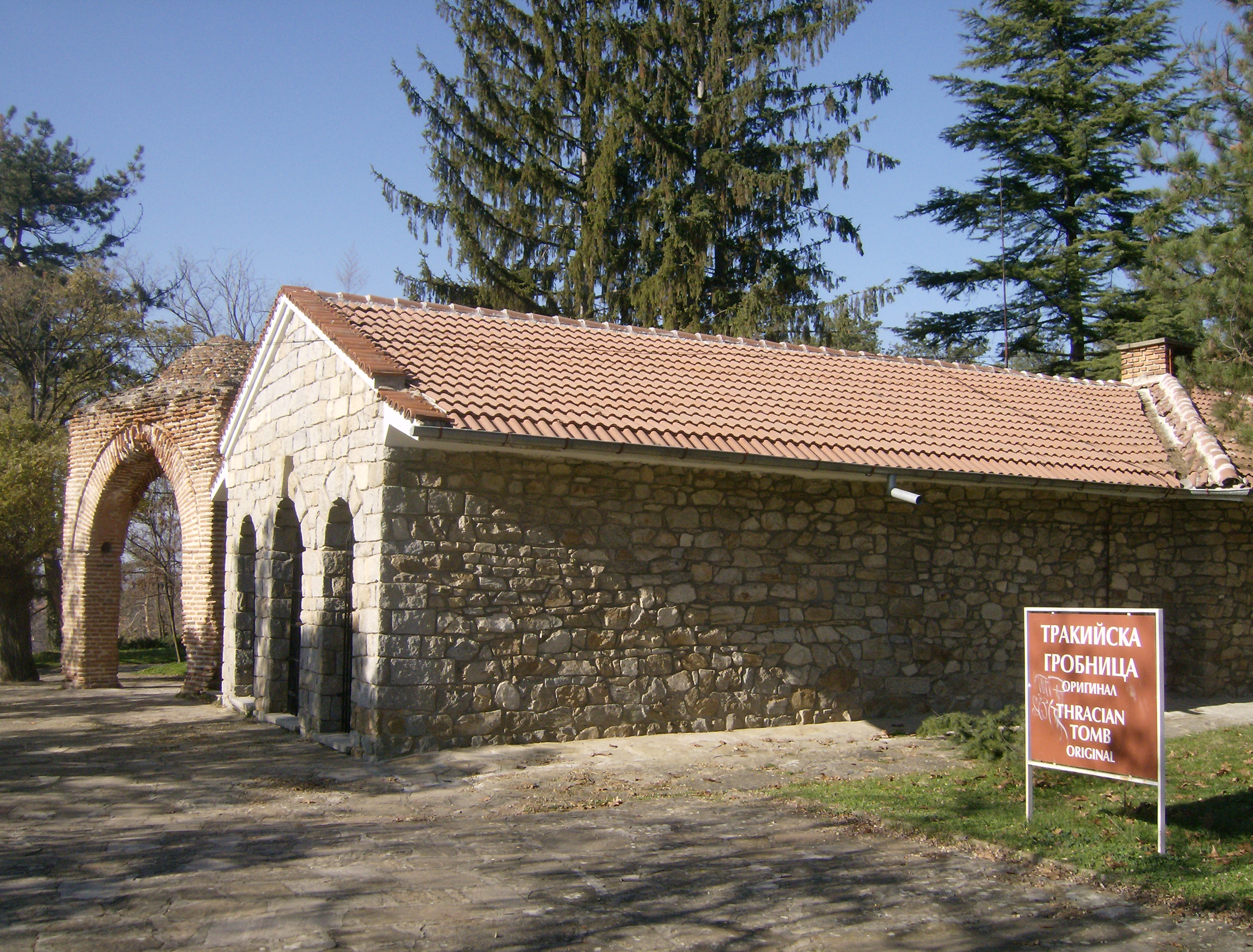
Mormântul tracic
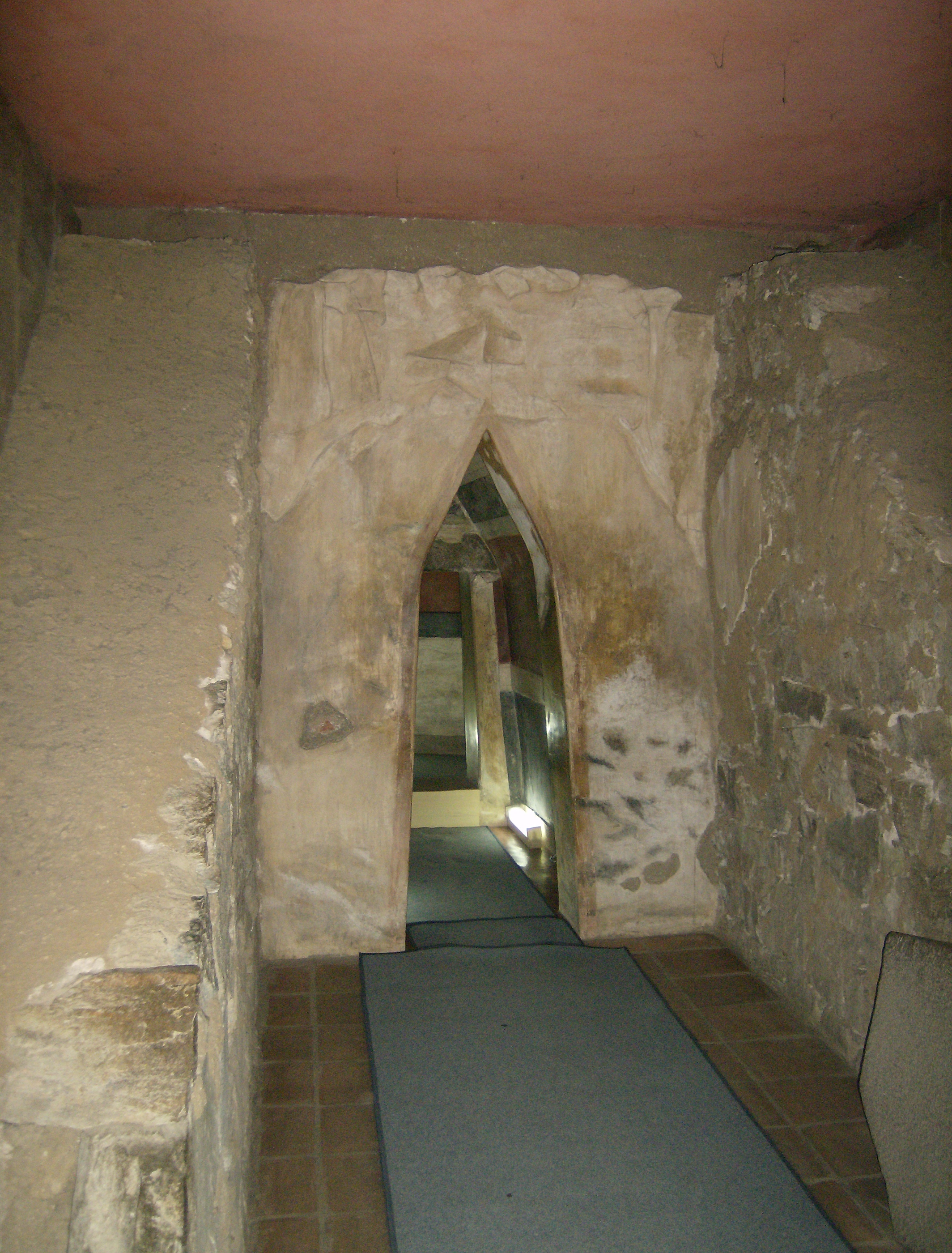
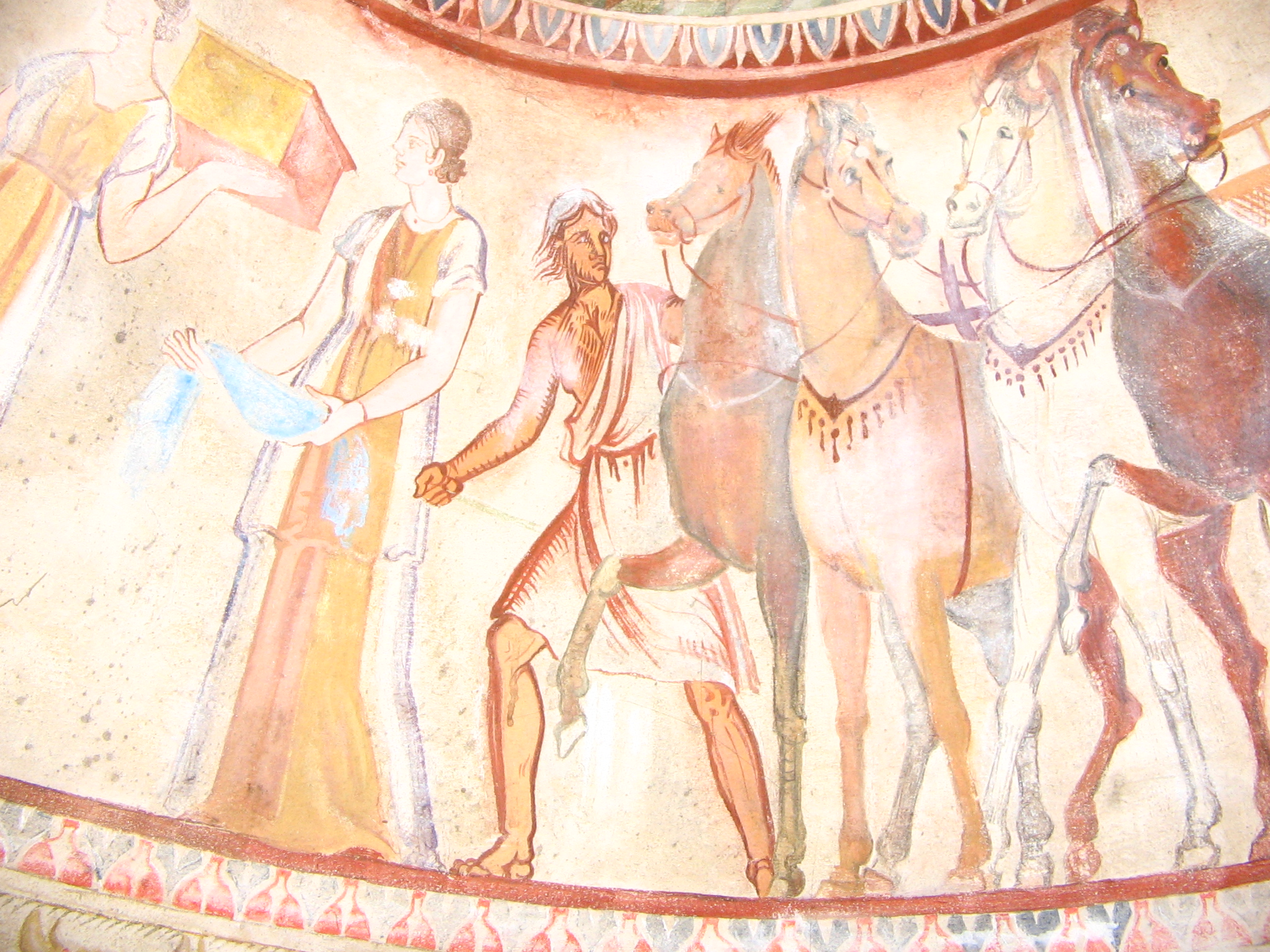
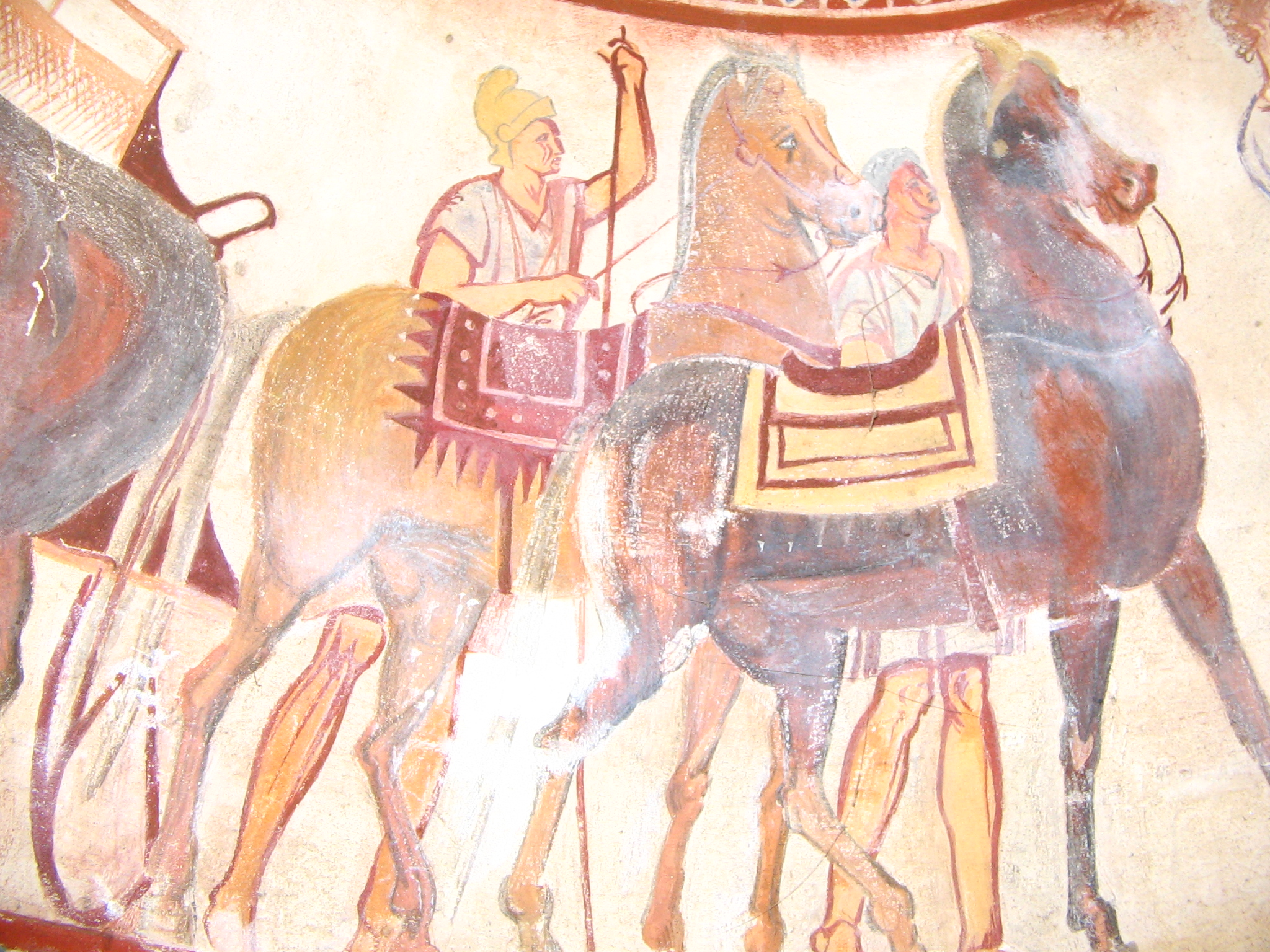
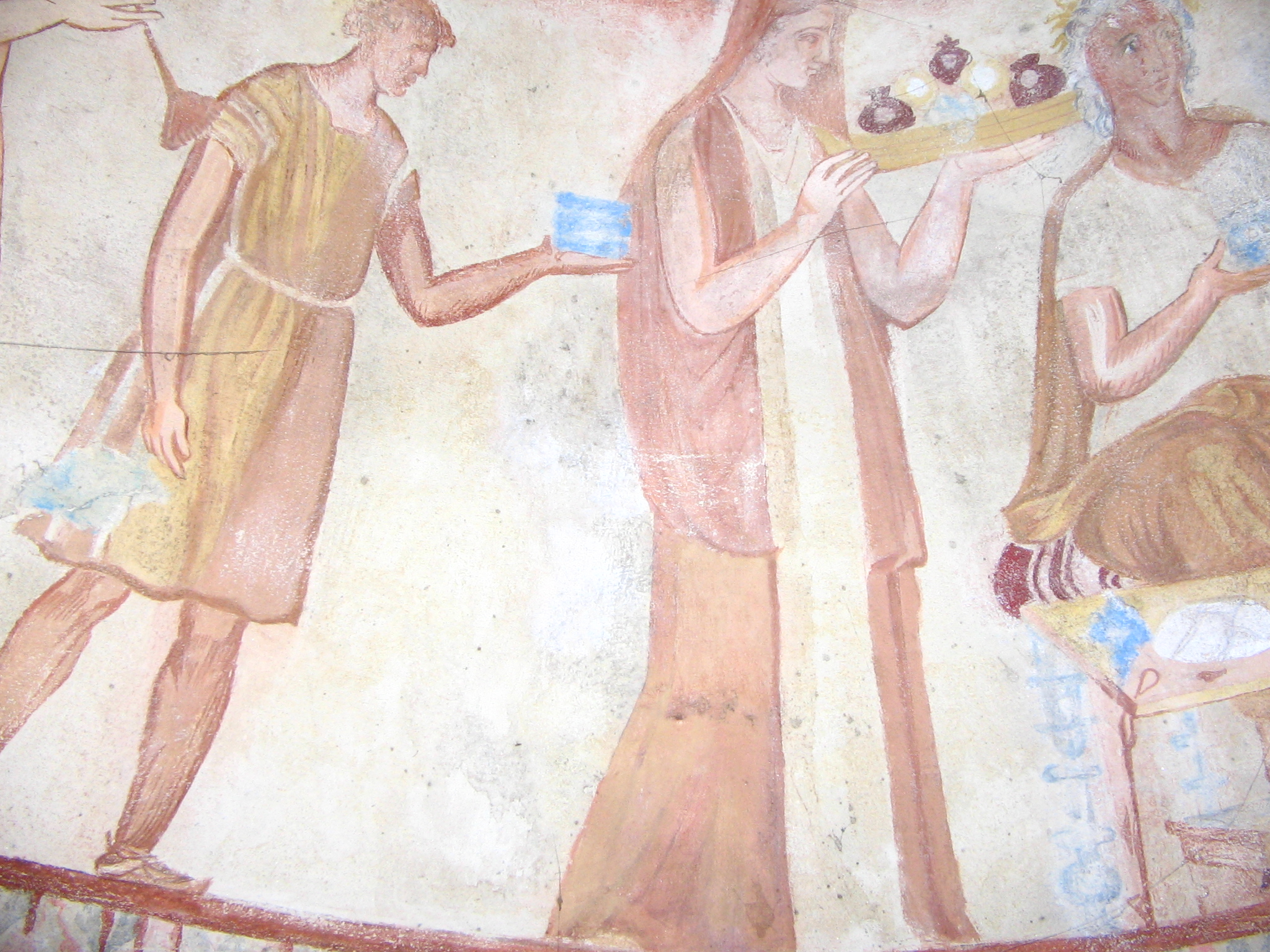
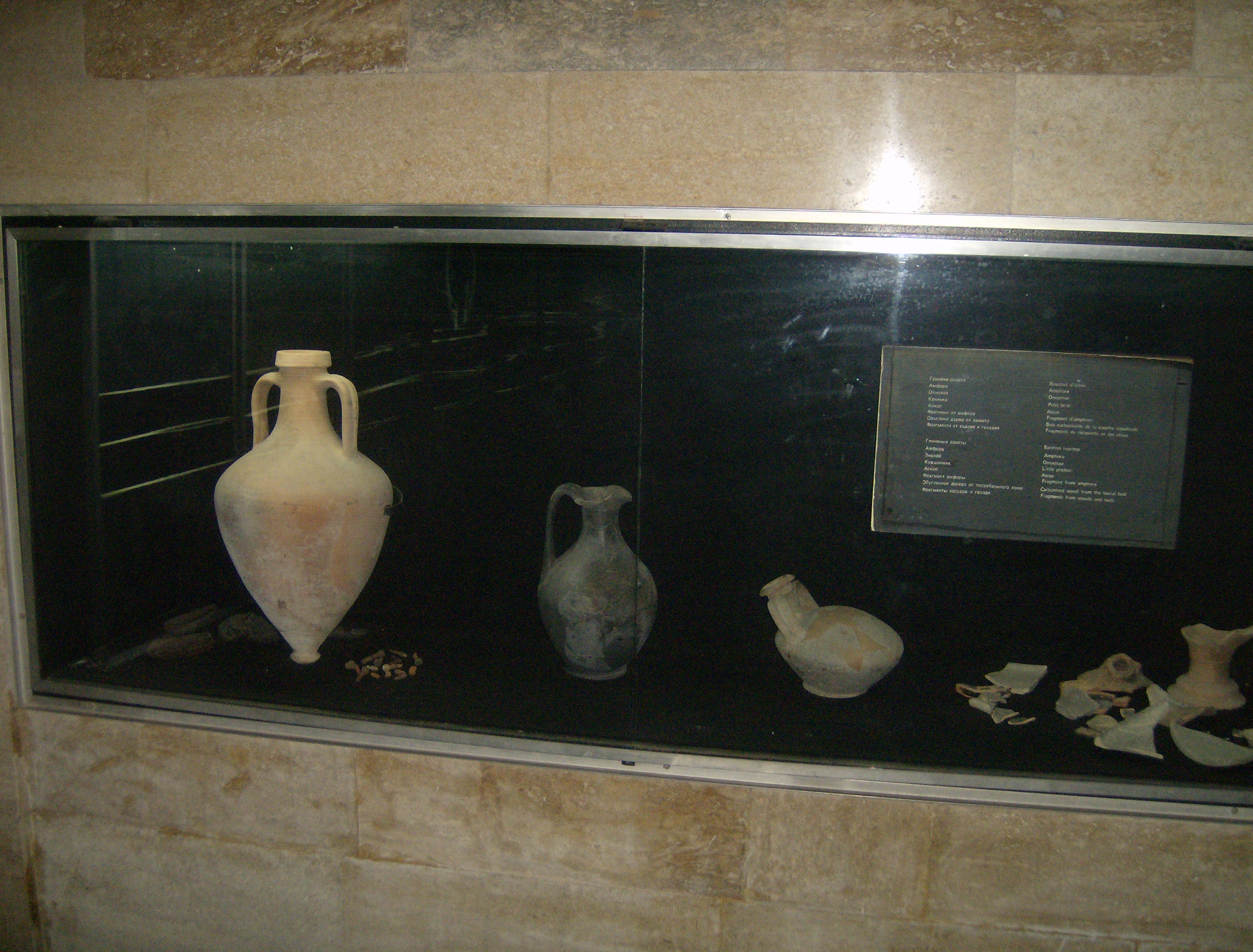
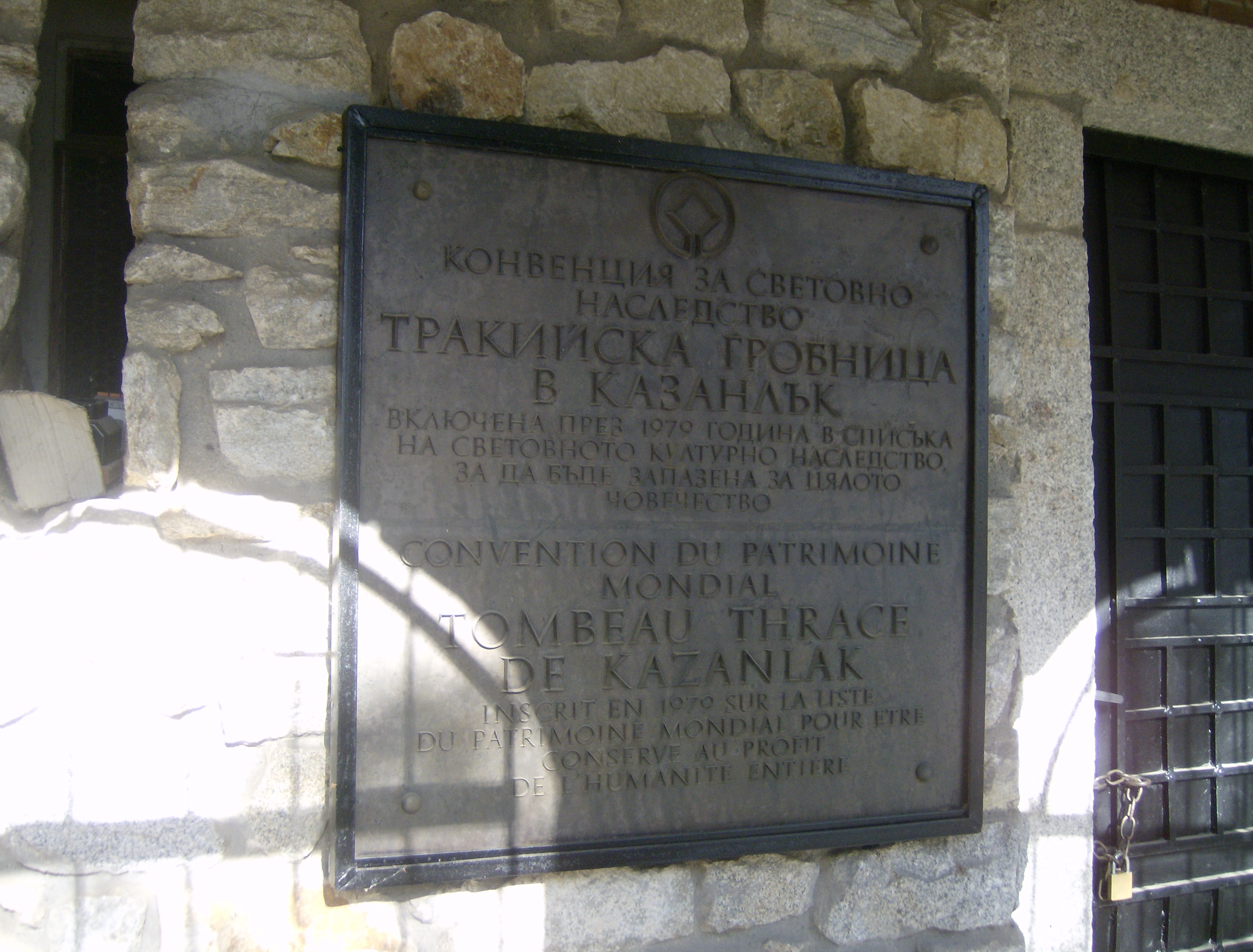
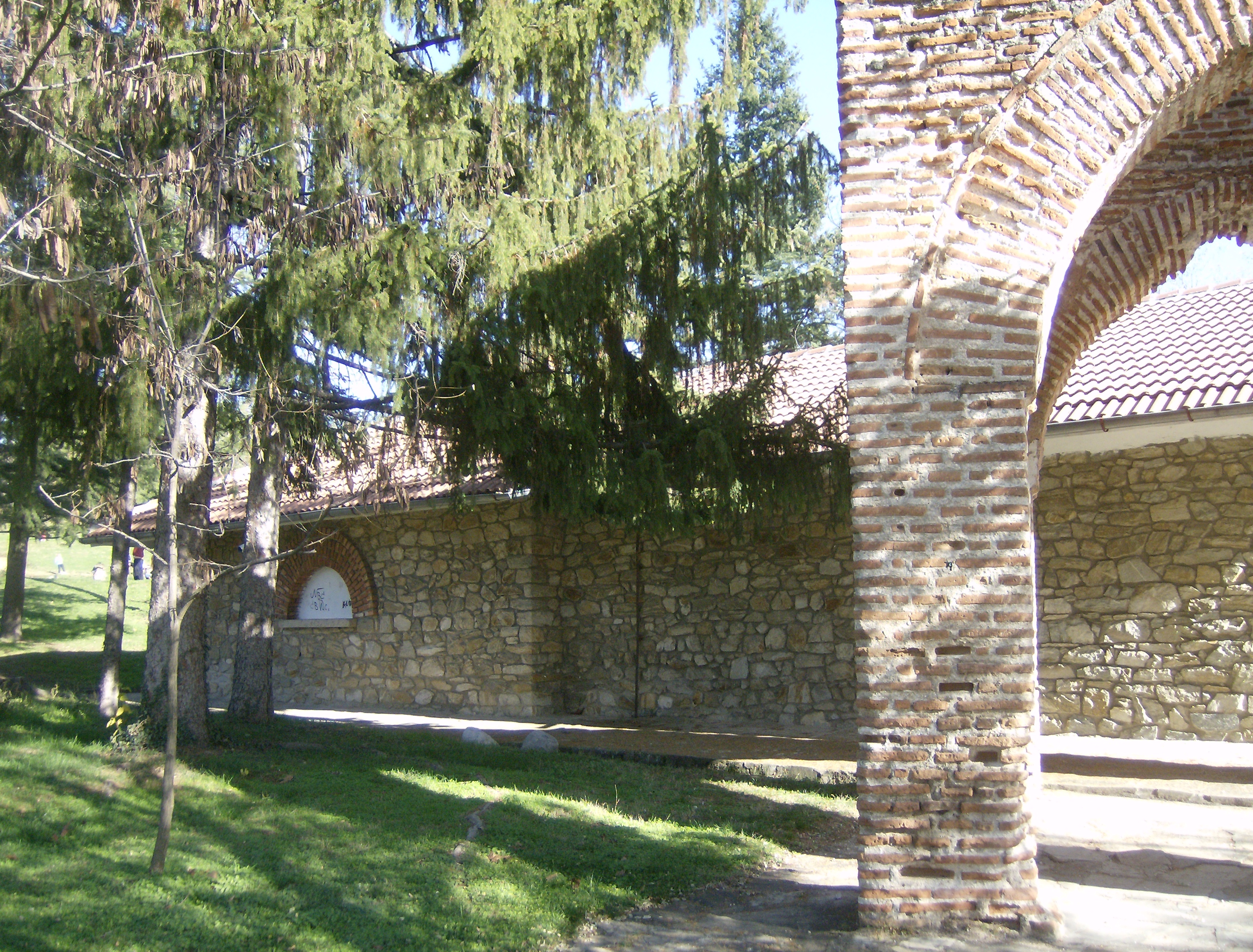
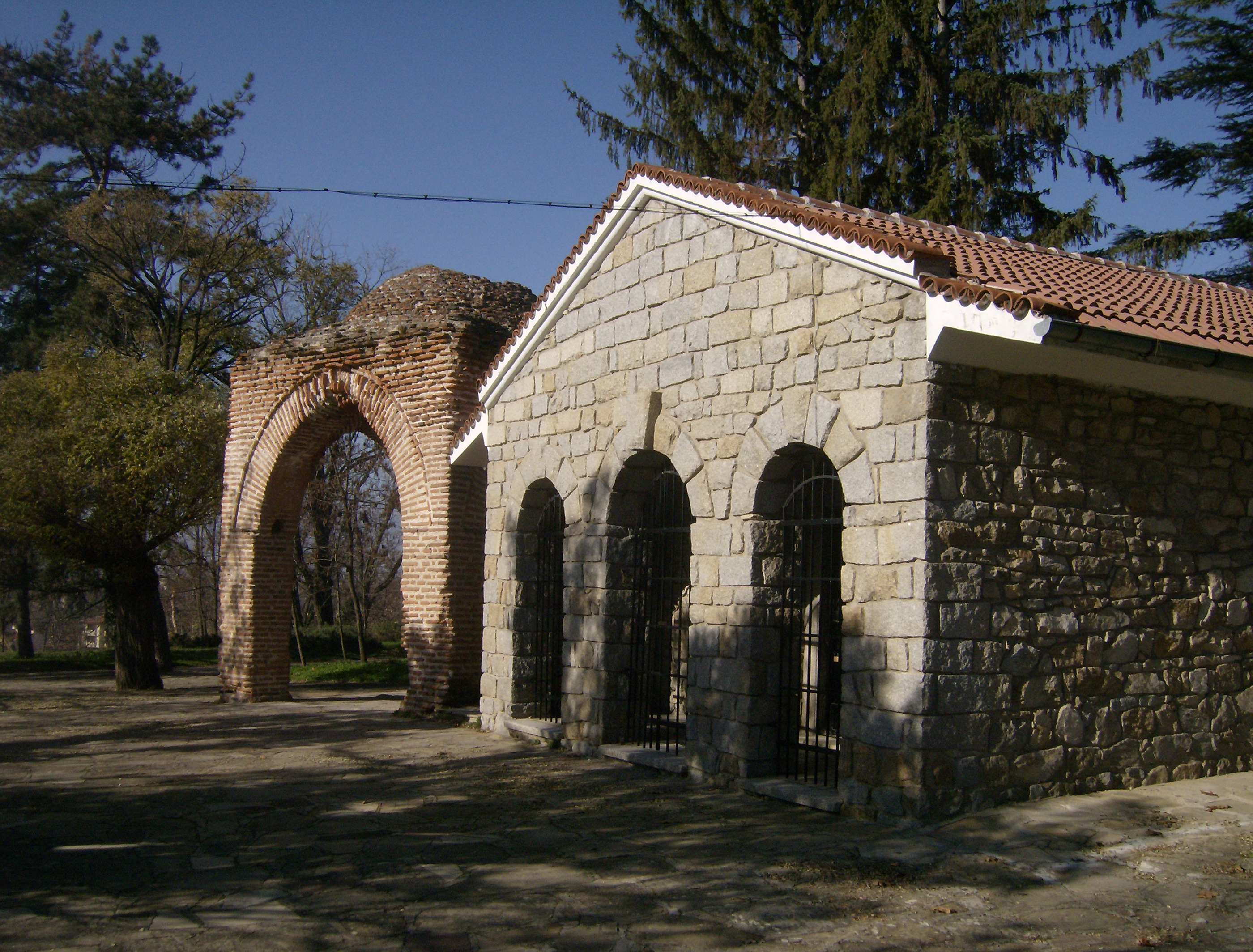